# Vía Flavia
La Vía Flavia era una antigua calzada romana que conectaba Trieste (antigua Tergeste) con Dalmacia, atravesando la costa de Istria. Fue construida durante el imperio de Vespasiano, entre los años 78 y 79.

## Tramo
Nacía en Trieste, cruzaba Rižana, el río Dragonja y, en el Ponte Portón, el río más grande de Istria, el Mirna. Luego llegaba a Lim, Dvigrad, Bale, Vodnjan (Dignano) y Pula (Pola). En Pula  el camino pasaba por el Arco de los Sergios, que antiguamente se encontraba en el puerto de Porta Aurata, después de lo cual giraba hacia Nesactium, llegando al río Raša. Cruzando el río continuaba como un camino local a través de Labin y Plomin hasta Kastav, en donde se unía con la Vía Annia.
El Arco de los Sergios fue erigido y pagado por Salvia Póstuma en homenaje a Lucio Sergio Lépido, Lucio Sergio y Cayo Sergio.

## Galería

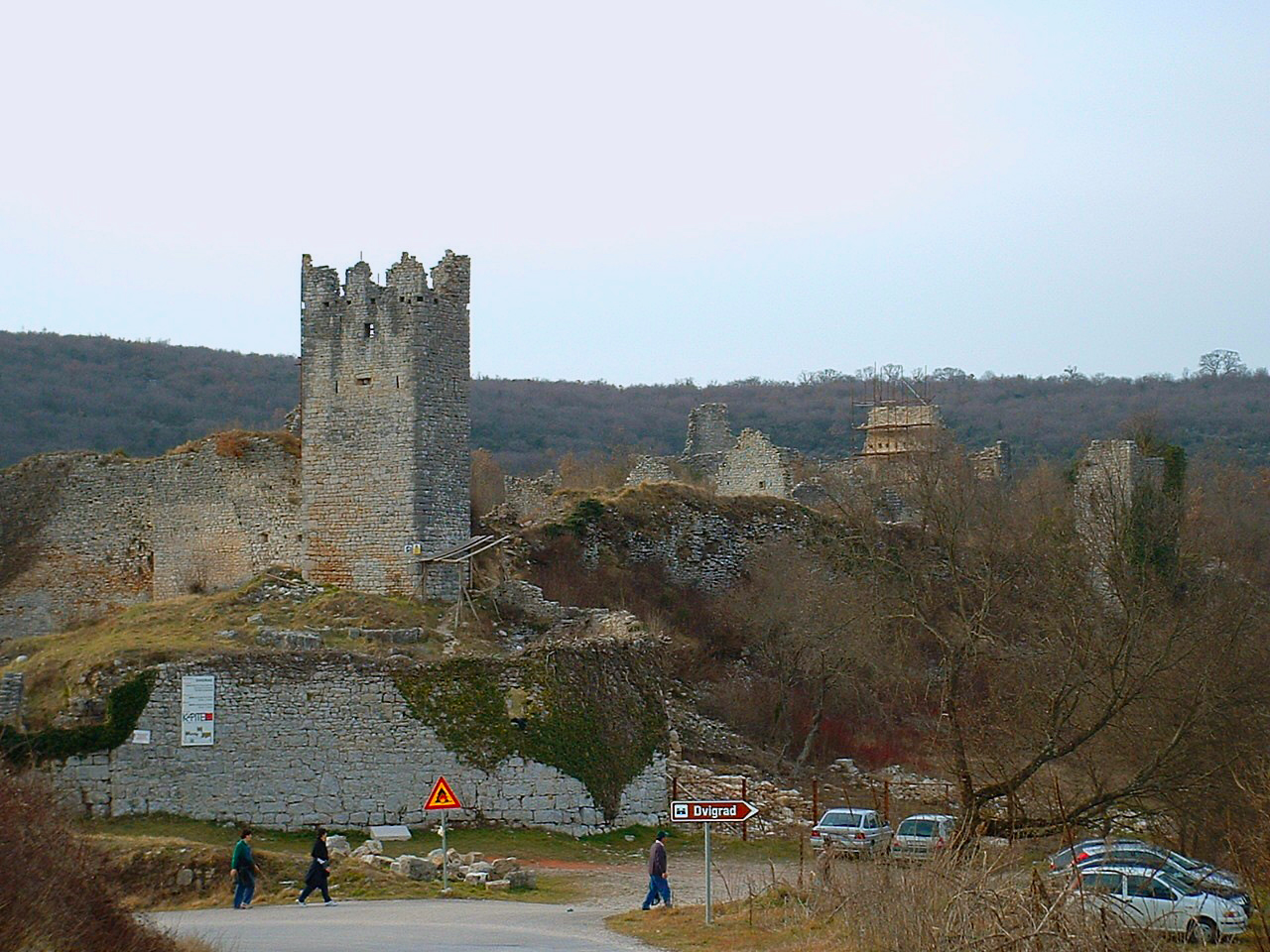
Castillo de Dvigrad (Due Castelli)
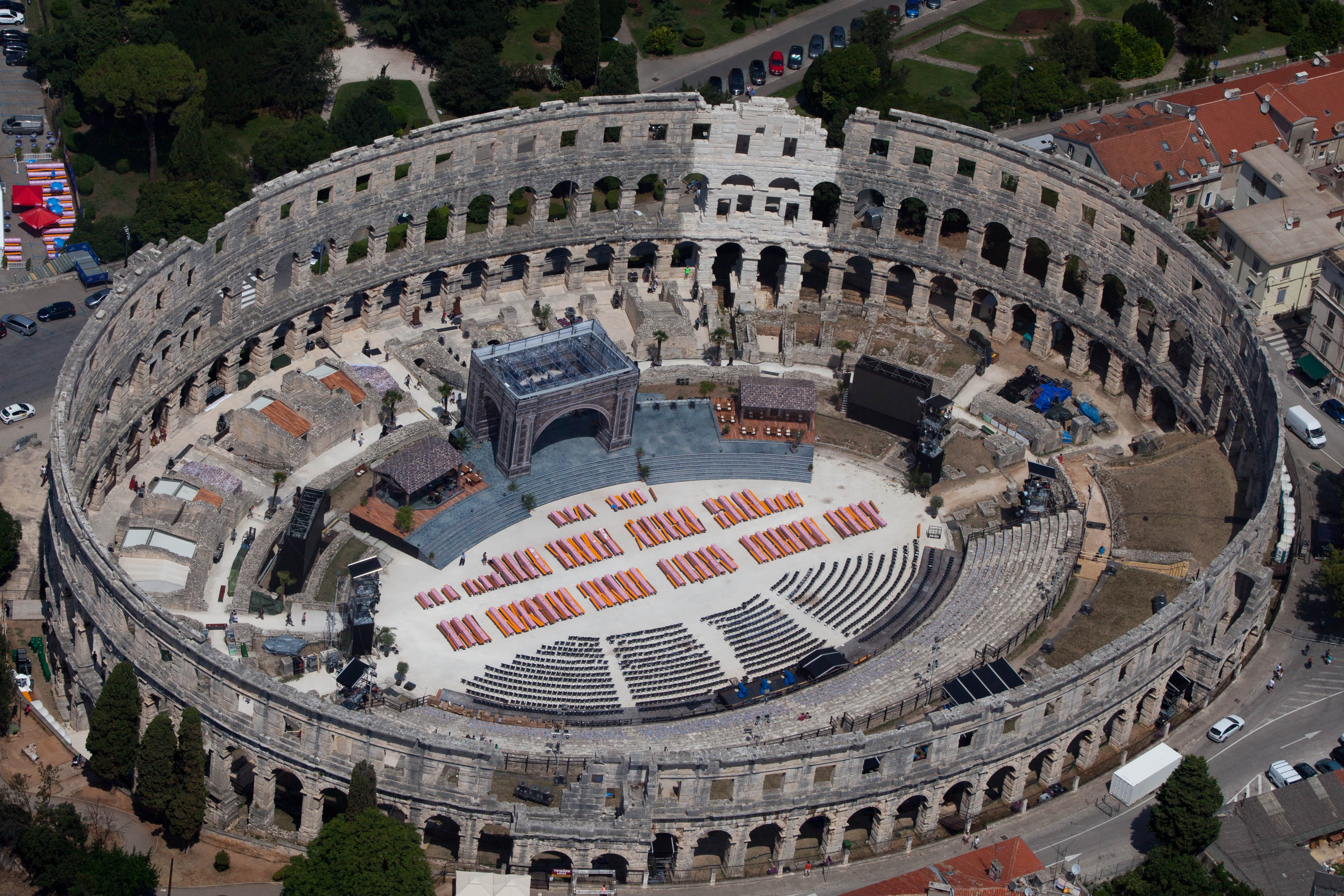
Anfiteatro de Pula
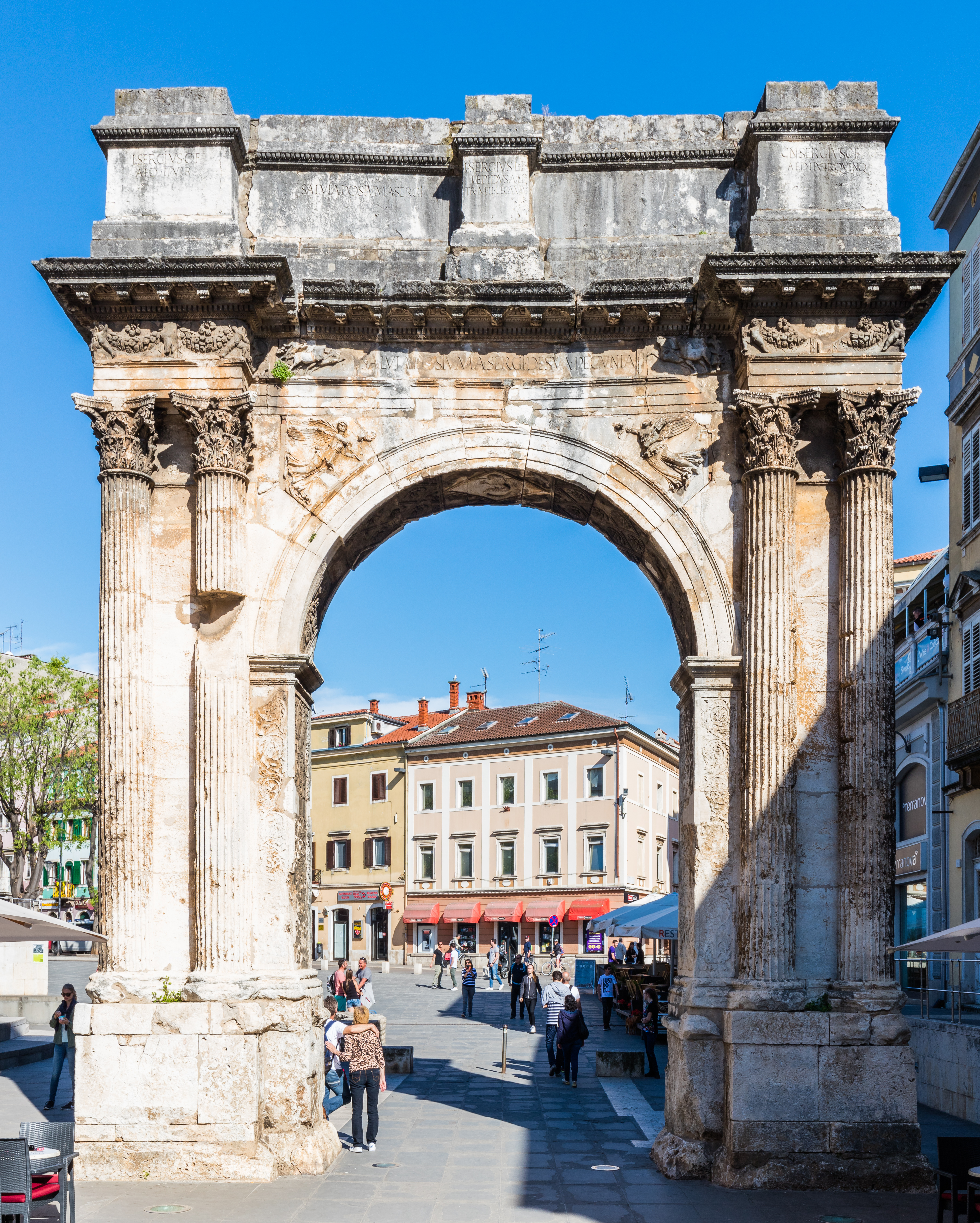
Arco de los Sergios
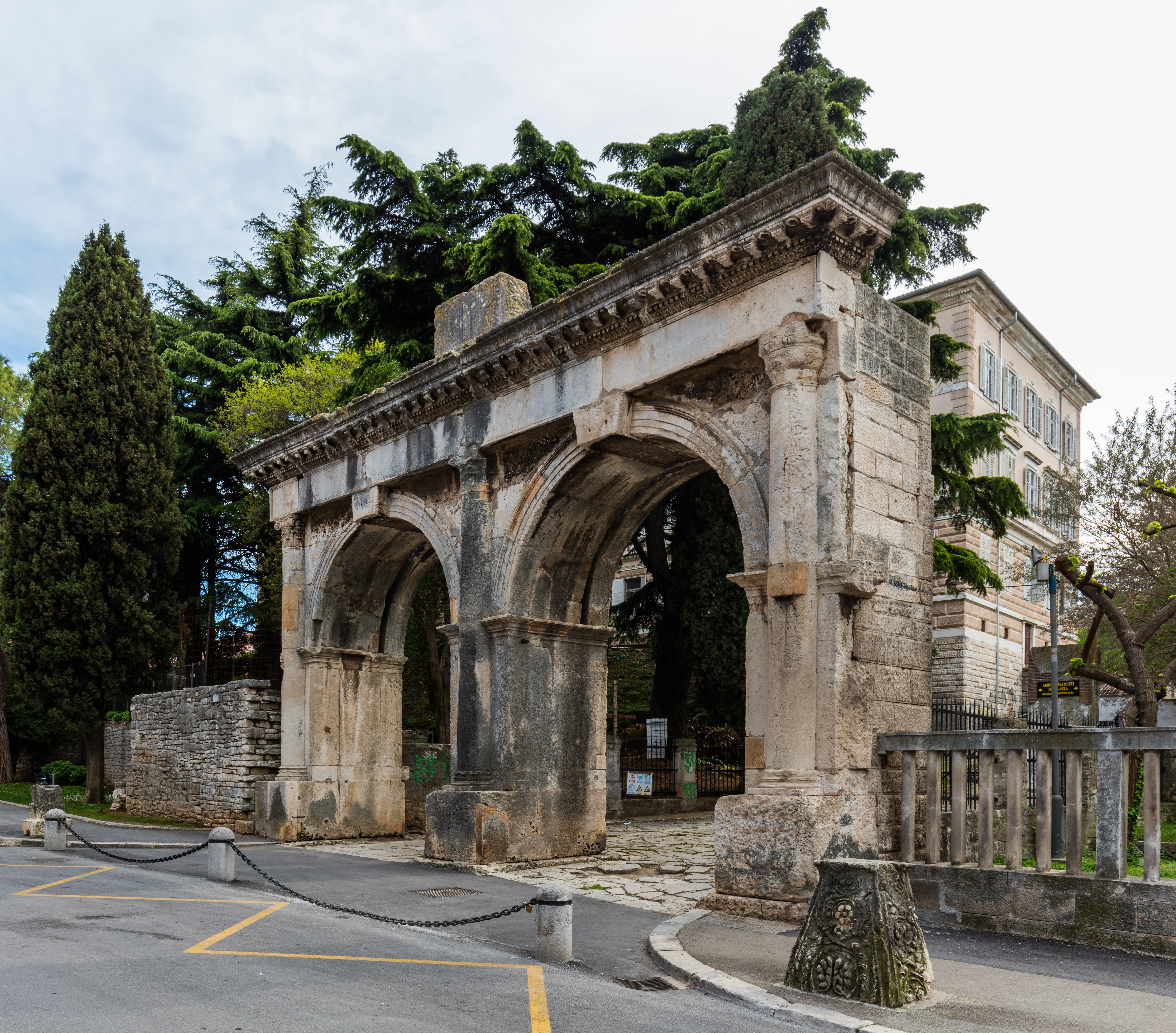
Porta Gemina
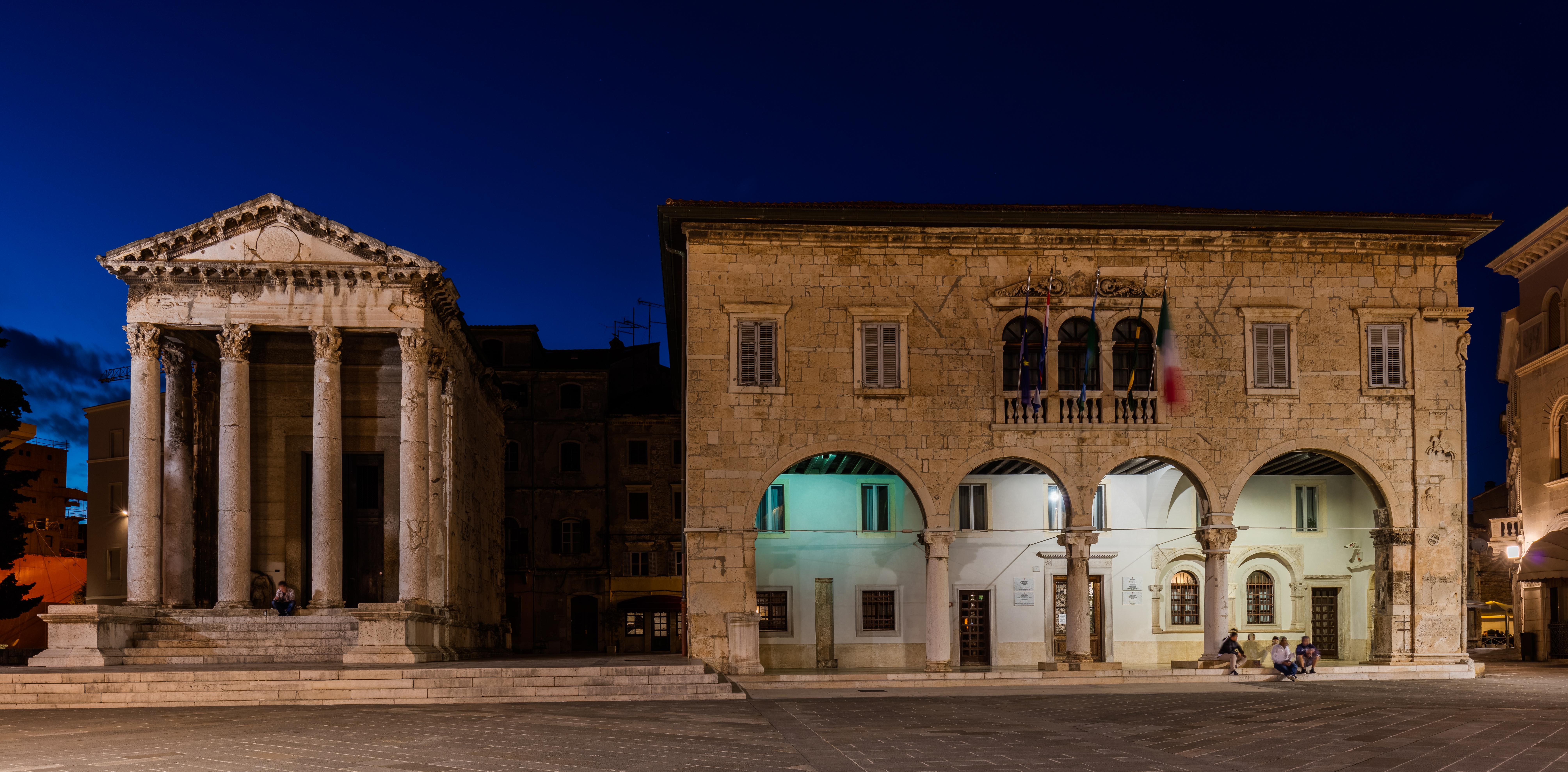
Templo de Augusto y ayuntamiento